# 中野好夫
中野 好夫（なかの よしお、1903年（明治36年）8月2日 - 1985年（昭和60年）2月20日）は、日本の英文学者・評論家。英米文学翻訳者の泰斗であり、訳文の闊達さでも知られている。東京大学教授・中央大学教授を歴任。

## 来歴

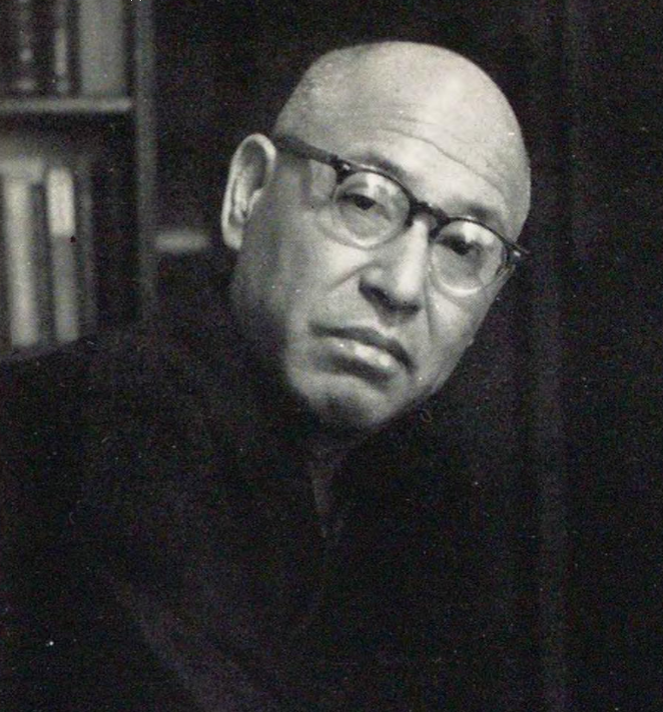
『新選現代日本文学全集 第36巻』（1959年）より

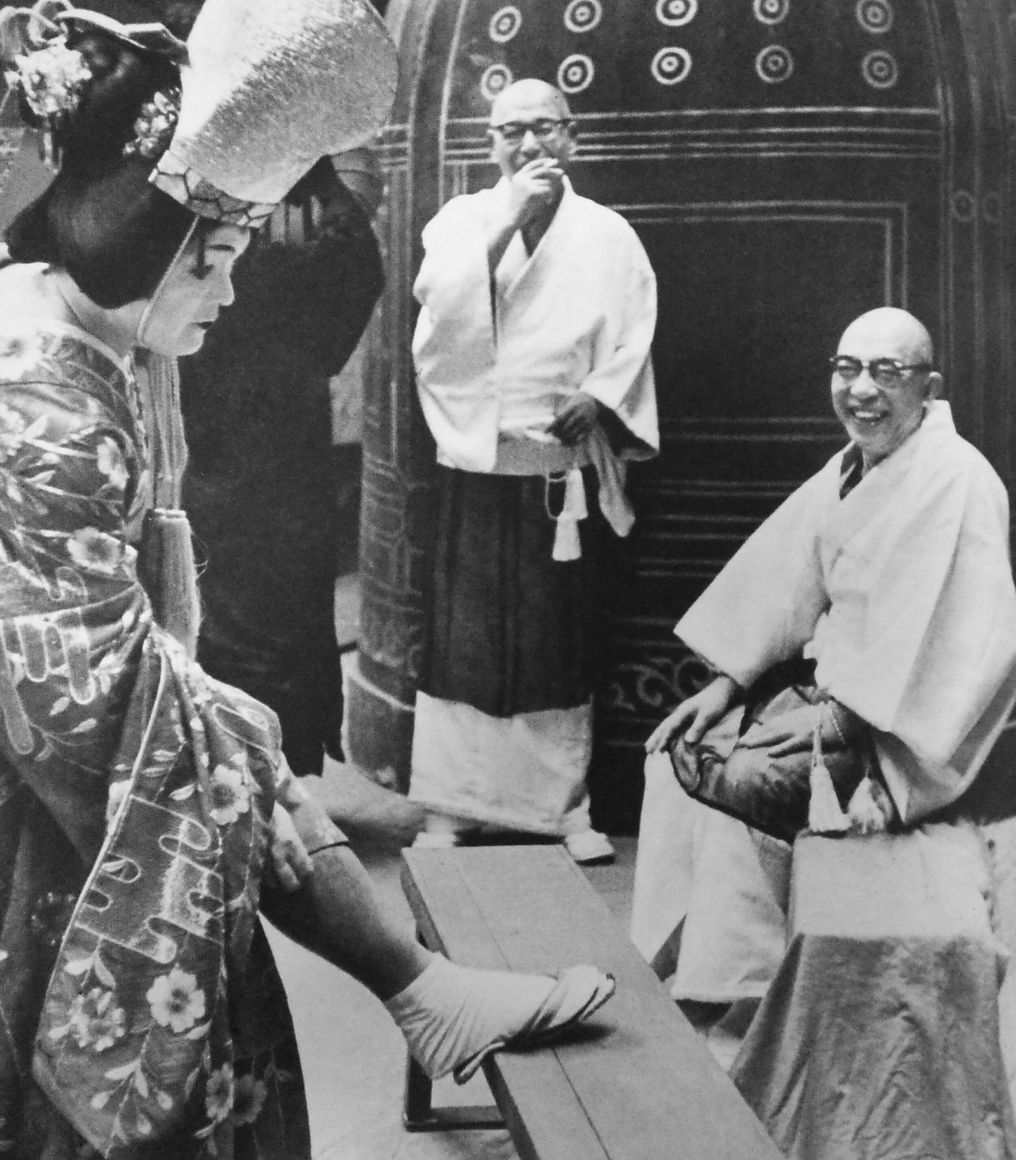
左から塩田英二郎、中野好夫、今東光（1959年）

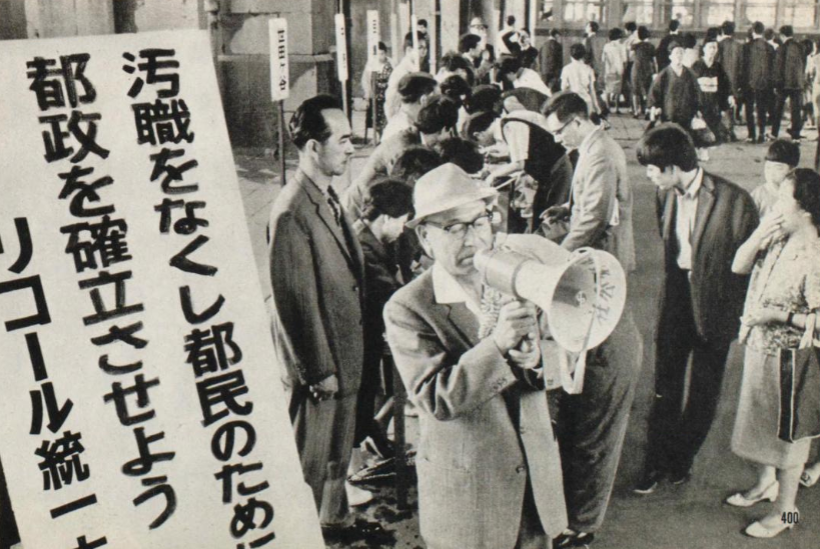
1965年、中野好夫は、野党4党と労組など5団体から成る東京都議会リコール署名団体の本部長に就任した。数寄屋橋公園の街頭で署名を訴える中野（1965年6月5日）。

愛媛県松山市生まれ。旧制徳島中学校（現在の徳島県立城南高等学校）在学中、スパルタ教育に反発して退学。のち旧制第三高等学校へ入学。旧制第三高等学校では野球部に入っており、野球部の1年先輩には戦前最後の沖縄県知事を務めた島田叡がいた。
第三高等学校卒業後に入学した東京帝国大学文学部英文学科で斎藤勇に師事。同じ斎藤勇の弟子に平井正穂がいる。
1926年に卒業後、新聞社入社に失敗して千葉県の私立成田中学校に英語教師として赴任。1929年に東京府女子師範学校兼府立二女教師、1932年から東京女高師教授などを経て、1935年から東京帝国大学助教授。その風貌とシニカルかつ骨太な性格から「叡山の僧兵の大将」との異名を取った。この時期の教え子に木下順二や丸谷才一、野崎孝などがいる。
1945年、敗戦を機に社会評論の分野に進出。1948年から東京大学教授。この時期、太宰治の短篇「父」を「まことに面白く読めたが、翌る朝になったら何も残らぬ」と評したため、太宰から連載評論『如是我聞』の中で「貪婪、淫乱、剛の者、これもまた大馬鹿先生の一人」とやり返されたこともある。これに対して中野は、太宰の死後、『文藝』1948年8月号の文芸時評「志賀直哉と太宰治」の中で「場所もあろうに、夫人の家の鼻の先から他の女と抱き合って浮び上るなどもはや醜態の極である」「太宰の生き方の如きはおよそよき社会を自から破壊する底の反社会エゴイズムにほかならない」と指弾した。
1949年、平和問題談話会に参加し、全面講和を主張。1953年「大学教授では食っていけない」との理由で退官し、『平和』誌の編集長となる（1955年まで）。朝鮮戦争による好況を背景に、1956年『文藝春秋』2月号に発表した「もはや戦後ではない」という評論の題名は同年の経済白書に取り上げられ、流行語となった。
1961年から翌年までスタンフォード大学客員教授。1965年から1968年まで中央大学文学部英文科教授。のち桃山学院大学教授。
1958年から1976年まで憲法問題研究会に参加。護憲、反安保、反核、沖縄返還、都政刷新を主張。沖縄問題への取り組みとして沖縄資料センターを設立、のち法政大学沖縄文化研究所に引き継がれた。
1965年5月24日に黒い霧事件を契機とする都政刷新都議会解散リコール統一本部が発足すると、同本部長に就任した。リコール署名運動は6月5日から開始されるが、6月14日、東京都議会は自主解散の道を選んだ。1967年3月16日、東京都知事選に向けた美濃部亮吉の選挙母体「明るい革新都政をつくる会」が結成されると、中野は大内兵衛、市川房枝、海野普吉、松本清張、柳田謙十郎らとともに代表委員に名を連ねた。
1968年2月金嬉老事件の際、鈴木道彦や日高六郎、中嶋嶺雄、宇野重吉らと共に銀座東急ホテルで「金さんへ」という呼びかけで始まる文書をとりまとめて、後日文化人・弁護士5人がその文書を吹き込んだテープを持って、金嬉老を訪ね会見した。
1983年、無党派市民連合代表。
1985年2月20日、肝臓がんにより死去。

## 人物・作品等
- エドワード・ギボン『ローマ帝国衰亡史』完訳を目指し、1976年より刊行開始したが、シリーズ全体の半ば（5巻目）で病没。元同僚の朱牟田夏雄が引継ぎ、次に長男中野好之が訳業を続け、1993年（平成5年）に全11巻で完結した。
- 「淮陰生」の筆名で、岩波書店の月刊PR誌『図書』に1970年1月号から1985年1月号まで、巻頭エッセイ「一月一話」を連載した。連載終了時期やエッセイの内容、1995年に刊行された完本版の著作権表示が中野夫人になっていることから、中野の著作であることが確定している。
- 戦時中は日本文学報国会外国文学部会幹事長として戦争協力をしていたが、戦後は公的にその謝罪と贖罪につとめた。
- 三里塚芝山連合空港反対同盟の戸村一作委員長が「空港建設反対」を掲げて参院選挙全国区に立候補した時には三里塚闘争を支持して推薦人に名を連ね、成田空港を生涯利用しなかった[5]。

## 家族・親族
最初の妻である中野信子は土井晩翠の次女で、土井英一の妹だが1940年に亡くしている。
長男の中野好之は西洋思想史学者。1931年生まれ。東京大学経済学部卒業。元國學院大学文学部、富山国際大学教授。
長女の中野利子はノンフィクション作家・エッセイスト。1938年生まれ。慶應義塾大学文学部史学科（西洋史専攻）卒業。私立高校教員、公立中学校教員、定時制高校教員、産休補助教員等を経て、フリーライター。1993年に「父中野好夫のこと」で第41回日本エッセイスト・クラブ賞を受賞。
孫の中野春夫は英文学者。1957年生まれ。東京大学文学部卒業、東京大学大学院人文科学研究科英語英米文学専攻博士課程単位取得退学。埼玉大学教養学部助教授を経て学習院大学教授。

## 受賞歴
- 1967年（昭和42年）に『シェイクスピアの面白さ』で毎日出版文化賞。
- 1974年（昭和49年）に『蘆花徳冨健次郎』（全3巻、1972年 - 1974年）で大佛次郎賞。
- 1978年（昭和53年）に琉球新報賞受賞。
- 1982年（昭和57年）に朝日賞[10]。

## 著書
- 『バニヤン』（研究社、英米文学評伝叢書） 1934年
- 『アラビアのロレンス』（岩波新書） 1940年、改版1963年
- 『文学試論集』1・2・3（中央公論社） 1943年 - 1952年
- 『文化の将来』（筑摩書房） 1945年
- 『反省と出発』（中央文化社） 1946年
- 『教養と文化 若き女性のために』（平凡社） 1947年
- 『評論集 怒りの花束』（海口書店） 1948年
- 『英米文学論』（酣燈社、現代評論文学叢書4） 1948年
- 『南極のスコット』（小山書店） 1949年
- 『浪漫主義』1950年
- 『文学者の社会的責任』1951年
- 『私の信条』1951年
- 『文学の常識』（要書房） 1951年、塙書房 1957年、角川文庫 1961年
- 『良識と寛容』（河出市民文庫） 1951年
- 『私の平和論』（要書房） 1952年
- 『世界史の十二の出来事』新潮社（一時間文庫） 1954年、新人物往来社 1970年、文春文庫 1978年、ちくま文庫 1992年
- 『人間の名において』（東京大学出版会） 1954年
- 『私の消極哲学』（中央公論社） 1956年
- 『平和と良識』（実業之日本社、現代を生きる考え方双書） 1957年
- 『随筆集 ぼらのへそ』（彌生書房） 1957年
- 『問題と視点 私の時評』（角川書店） 1959年
- 『中野好夫集 現代知性全集19』（日本書房） 1959年
  - 復刻版『中野好夫』（学術出版会、日本人の知性6） 2010年
- 『最後の沖縄県知事』（文藝春秋新社） 1961年
- 『銭屋五兵衛』（新潮社、日本文化研究9） 1961年
- 『人間うらおもて』（新潮社） 1962年、ちくま文庫 1994年
- 『エリザベス朝演劇講話』（八潮出版社） 1964年
- 『沖縄問題二十年』1965年
- 『私の憲法勉強 嵐の中に立つ日本の基本法』（講談社現代新書） 1965年、ちくま学芸文庫 2019年
- 『シェイクスピアの面白さ』新潮選書 1967年、講談社文芸文庫 2017年
- 『人間の死にかた』新潮選書 1969年
- 『スウィフト考』岩波新書 1969年
- 『英文学夜ばなし』新潮選書 1971年、岩波同時代ライブラリー 1993年
- 『蘆花徳富健次郎』筑摩書房（全3巻） 1972-74年
- 『忘れえぬ日本人』（筑摩書房） 1973年
- 『歴史の中の肖像画 デーモンに憑かれた人間』（筑摩書房） 1974年
- 『文学・人間・社会　人と思想』（小田島雄志編、文藝春秋） 1976年
- 『風前雨後』（毎日新聞社 現代日本のエッセイ）1976年、講談社文芸文庫（改訂版） 1990年
- 『読書こぼればなし 一月一話』（淮陰生名義、岩波新書 黄版） 1978年
  - 『完本 一月一話 読書こぼればなし』（岩波書店） 1995年
- 『酸っぱい葡萄 1937 - 1949』（みすず書房） 1979年
- 『人は獣に及ばず』（みすず書房） 1982年
- 『中野好夫集 現代の随想25』（木下順二編、彌生書房） 1983年
- 『主人公のいない自伝 - ある城下市での回想』（筑摩書房） 1985年
- 『司馬江漢考』（新潮社） 1986年
- 『悪人礼賛 - 中野好夫エッセイ集』（安野光雅編、ちくま文庫） 1990年
- 『中野好夫　ちくま日本文学全集55』（筑摩書房） 1993年：文庫判
- 『伝記文学の面白さ』（岩波同時代ライブラリー） 1995年：講演録

### 作品集
- 『中野好夫集』全11巻（筑摩書房） 1984-85年
  1. 怒りの花束 / 頼もしきマキャベリスト
  2. 自由主義者の哄笑 / 私の消極哲学
  3. マーク・トウェインの戦争批判 / 私の憲法勉強
  4. 逆臣は歴史によみがえる / 忘れられたある平和主義者
  5. シェイクスピアの面白さ / イギリス・ルネサンスの明暗
  6. 英文学夜ばなし / スウィフト考 / アメリカのハムレット
  7. アラビアのロレンス / 世界史の十二の出来事 / 権力の偉大と悲惨
  8. 忘れえぬ日本人 / 人間の死にかた / 付・著作目録
  9. 蘆花徳富健次郎 第一部　
  10. 蘆花徳富健次郎 第二部
  11. 蘆花徳富健次郎 第三部

### 主な編著
- 『ロレンス研究』（小山書店） 1950年
- 『世界文学史概説』（河出市民文庫） 1952年
- 『現代の作家』（聞き手：岩波新書） 1955年
- 『モーム研究』（英宝社） 1956年
- 『一日一史』（筑摩書房・新書判） 1962年
- 『コンラッド』（研究社、20世紀英米文学案内3） 1966年

### 沖縄関連
- 『沖縄問題二十年』（新崎盛暉共著、岩波新書） 1965年
- 『沖縄問題を考える』（編、太平出版社） 1968年 - 論集
- 『沖縄 - 戦後資料』（編、日本評論社） 1969年 - 大著
- 『沖縄・70年前後』（新崎盛暉共著、岩波新書） 1970年
- 『沖縄と私』（時事通信社） 1972年
- 『沖縄戦後史』（新崎盛暉共著、岩波新書） 1976年

回想・研究
- 『新沖縄文学64　追悼特集　中野好夫と沖縄』川満信一編、沖縄タイムス社、1985年6月
- 岡村俊明『中野好夫論 - 「全き人」の全仕事をめぐって』法政大学出版局、2023年6月

## 翻訳・共訳
- F・L・ルーカス『批評論』（研究社、文学論パンフレット） 1931年
- ハロルド・ニコルスン『文学に於ける新精神』（研究社） 1932年
- 『バイロン / 手紙と日記』（小川和夫共訳、青木書店） 1938年
  - 『愛と孤独の遍歴 : バイロンの手紙と日記』角川文庫 1968年
- サマセット・モーム『雨』（岩波文庫） 1940年、のち『雨・赤毛』新潮文庫
- ジョナサン・スウィフト『ガリヴァ旅行記』（弘文堂書房） 1940年、新潮文庫 1952年、のち改版
- ロバート・スティブンソン『バラントレイ家の世嗣』（相良次郎共訳、河出書房新社、新世界文学全集） 1940年
- ジョゼフ・コンラッド『闇の奥』（河出書房新社、新世界文学全集） 1940年、岩波文庫 1958年（のち改版）
  - 『コンラッド作品集1』（人文書院）
- サマセット・モーム『月と六ペンス』（中央公論社）1940年、新潮文庫 1959年（改版）
- ケネス・グレアム『たのしい川邊』（白林少年館出版部） 1940年
- ジョン・メイスフィールド『ガリポリ敗退記』（古今書院） 1942年
- ポー『黒猫 / モルグ街の殺人事件 / 盗まれた手紙』（共訳、実業之日本社、選集1） 1948年、のち岩波文庫（改版）
- シェイクスピア『ヴェニスの商人』（筑摩書房・選集） 1948年、のち岩波文庫（改版）
- シェイクスピア『ジュリアス・シーザー』（筑摩書房・選集） 1948年、のち岩波文庫（改版）
- シェイクスピア『ロミオとジュリエット』（筑摩書房・選集） 1948年、のち新潮文庫（改版）
- フランシス・ベーコン『ニユー・アトランティス』（思索社） 1948年
- ドロシイ・キャンフィールド『ベッチイ物語』（中村妙子共訳、評論社） 1950年
- ジョン・ガンサー『死よ驕るなかれ』（矢川徳光共訳、岩波新書） 1950年（改版）
- モーム『人間の絆』上・下（三笠書房） 1950年 - 1952年、のち新潮文庫 全4巻、改版 全2巻
- モーム『手紙　園遊会まで』（英宝社）1951年
- ハロルド・ラスキ『信仰・理性・文明 歴史的分析の一つの試み』（岩波書店） 1951年
- D・H・ロレンス『虹』（小山書店、ロレンス選集） 1951年、のち新潮文庫ほか
- カレル・チャペック『長い長いお医者さんの話』（岩波少年文庫） 1952年
- クリストファ・イシャウッド『救いなき人々』（文藝春秋新社） 1952年、のち『ベルリンよさらば』角川文庫 1960年
- キップリング『ジャングル・ブック オオカミ少年モーグリ』上・下（岩波少年文庫） 1955年 - 1956年
- W・G・バーチェット『十七度線の北 ヴェトナムの戦争と平和』（岩波新書）1957年
- D・トムソン『現代の世界 歴史の流れ』（中村英勝共訳、紀伊国屋書店） 1957年
- 『アラビアン・ナイト 』上・下（ディクソン編、岩波少年文庫） 1959年 - 1961年、のち改版
- ジェイン・オースティン『自負と偏見』（筑摩書房、世界文学大系） 1960年、のち新潮文庫（改版）
- チャールズ・ディケンズ『二都物語』（皆河宗一共訳、河出書房新社、世界文学全集） 1961年、新潮文庫（全2巻）
- アルベール・ゲラール『世界文学序説』（筑摩書房、世界文学大系別巻1） 1961年、単行版 1974年
- スチーブンソン『宝島』（講談社、少年少女世界名作全集6） 1961年
- チャールズ・ディケンズ『デイヴィッド・コパフィールド』（新潮社、世界文学全集） 1963年、新潮文庫（全4巻）
- スタインベック『ピピン四世うたかた太平記』（角川書店） 1963年、『ピピン四世 三日天下』（角川文庫）1968年
- ロバート・ペイン『アラビアのロレンス』（沢崎順之助共訳、筑摩書房） 1963年
- チャールズ・ラム / メアリ・ラム『シェークスピア物語』（小学館） 1964年
- 『オクスフォード / 世界の民話と伝説1 - イギリス編1』（ジェームズ・リーブズほか、谷村まち子共訳、講談社） 1964年
- ウォルター・スコット『アイヴァンホー』（河出書房新社、世界文学全集） 1966年
- 『チャップリン自伝』（新潮社） 1966年、のち新潮文庫（改版）
- シェイクスピア『ヘンリー四世 第一部 / 第二部』（筑摩書房、世界古典文学全集） 1966年、のち岩波文庫
- ジェイムズ・ミッチェナー『小説 人間の歴史』（小野寺健 / 沢崎順之助共訳、河出書房新社） 1967年
- モーム『劇場 / 手紙 ほか』（集英社、世界文学全集 20世紀の文学1） 1967年、新版「世界文学全集」
- マーク・トウェイン『不思議な少年』（筑摩書房、世界文学全集） 1968年、のち岩波文庫
- モーム『かみそりの刃』（講談社、世界文学全集） 1970年、のち各 上・下巻で、講談社文庫、ちくま文庫
- マーク・トウェイン『人間とは何か』（岩波文庫） 1973年
- ジョン・サマヴィル『人類危機の十三日間 キューバをめぐるドラマ』（岩波新書） 1975年
- フィリップ・ロス『素晴らしいアメリカ野球』（常盤新平共訳、集英社、世界の文学） 1976年、のち集英社文庫、新潮文庫
- シオドーラ・クローバー『イシ - 二つの世界に生きたインディアンの物語』（中村妙子共訳、岩波書店） 1977年
- エドワード・ギボン『ローマ帝国衰亡史』（第4巻まで、筑摩書房） 1976-85年、ちくま学芸文庫（改訂版）1996年